# Adriano Foglia
Adriano Foglia, né le 25 avril 1981 à São Paulo, est un joueur de futsal d'origine brésilienne et international italien.
Au début des années 2000, Foglia devient citoyen italien et participe aux Coupes du monde 2004 et 2008 de la Squadra Azurra.
En 2003, Foglia est élu meilleur joueur de l'année lors des Prix FutsalPlanet.

## Biographie

### Débuts en Italie
Foglia débute dans les catégories jeunes du Palmeiras, au Brésil. Dès 1999, il est recruté par l'Associazione Sportiva Augusta en Italie, qui l'utilise d'abord dans son équipe des moins de 21 ans finaliste sur championnat national en 2001, puis champion l'année suivante.
Au début des années 2000, Foglia devient citoyen italien.
En 2002, Foglia suit l'entraîneur Alberto Carobbi au Stabia Calcio a 5, avec lequel il se qualifie pour la phase finale du championnat et est éliminé en quarts de finale.
Après son expérience en Campanie, Foglia rejoint Arzignano Grifo Calcio a 5. Début 2004, Foglia est élu meilleur joueur du monde sur l'année 2003 lors des Prix FutsalPlanet. Il remporte aussi son premier championnat puis la Supercoupe d'Italie.

### Six ans à Montesilvano, dopage et C1
Après deux années, il rejoint l'ASD Città di Montesilvano Calcio a 5 avec laquelle il remporte la Coupe d'Italie 2006-07.
En janvier 2009, Foglia est déclaré positif aux tests antidopage et, en mai, le Tribunal national antidopage du CONI le suspend pour 22 mois.
En septembre 2010, Foglia revient à la compétition avec Montesilvano et devient champion d'Europe 2010-2011 en fin de saison. Il marque deux buts lors de la finale contre le Sporting Lisbonne (5-2).

### Courtes expériences (depuis 2011)
Pour la saison 2011-2012, Foglia quitte Montesilvano pour rejoindre le champion d'Italie en titre, Marca Futsal. Il y remporte sa deuxième Supercoupe d'Italie, prend la troisième place de la Coupe de futsal de l'UEFA et atteint la finale du championnat.
Après seulement une saison, il quitte Marca pour rejoindre le SS Lazio C5.
En avril 2014, Foglia quitte le Pescara C/5 pour rejoindre l'Araz Naxçivan, avec qui il dispute directement la phase finale de la Coupe de l'UEFA. Son but en demi-finale permet d'arracher la prolongation face au FC Barcelone, mais son équipe s'incline aux tirs-au-but (2-2 tab 2-4). Adriano Foglia inscrit ensuite un doublé en petite finale contre le Kairat Almaty (6-4) et termine meilleur buteur de cette phase finale avec trois buts. Il est élu homme du match dans les deux rencontres disputées.
L'Italo-brésilien joue en 2014 et 2015 pour Sorocoba aux côtés de Falcão. Il y remporte la Liga Nacional Futsal 2014, en plus des titres de la Liga Paulista de la même année et la Copa Libertadores de 2015. Les deux joueurs remportent tous les titres possibles au cours des deux années ensemble.
En juillet 2016, il rejoint les Corinthians. En fin d'année, il affronte son ancien club Sorocoba en finale du championnat brésilien et l'emporte.
En 2018, il fait son retour au Sorocaba et perd quinze kilos lors de la pré-saison. En octobre, il compte 21 buts inscrits en 29 matchs.

### En équipe nationale
Naturalisé italien au début des années 2000, Foglia est sélectionné en Équipe d'Italie de futsal FIFA.
En 2001 avec l'Italie, il dispute le Championnat d'Europe en Russie. Le 22 février 2001 contre la sélection hôte, à seulement 19 ans et 303 jours, Adriano Foglia devient le plus jeune buteur de l'histoire en phase finale d'un Euro. Son équipe termine quatrième du tournoi.
Deux ans plus tard, il est champion d'Europe 2003 et inscrit notamment deux buts (2-1) en demi-finale contre l'Espagne. Ce titre participe au fait que Foglia est élu meilleur joueur de l'année au monde au prix FutsalPlanet en 2003. Déjà sélectionné à plus de quarante reprises en équipe d'Italie, l'attaquant d'origine brésilienne est un joueur phare des Azzurri
Il est ensuite finaliste de la Coupe du monde FIFA 2004 puis obtient de nouveau la médaille de bronze à l'Euro 2005.
En demi-finale de la Coupe du monde 2008 jouée au Brésil, Adriano Foglia égalise à 1-1 en début de seconde période contre l'Espagne, mais marque ensuite contre son camp à la dernière seconde des prolongations entraînant la défaite 3-2. Ce but fait polémique, intervenant au moment du buzzer de fin de temps et entraînant le changement des lois du jeu à ce sujet. Dans le match pour la troisième place deux jours plus tard, Foglia ouvre le score après sept minutes contre la Russie et participe à la victoire de l'Italie (2-1).
En novembre 2007, Foglia participe à la victoire italienne record contre la Roumanie (7-1) avec un doublé, égalant le record de la plus large victoire en phase finale du Championnat d'Europe.
Avec l'équipe nationale italienne, il totalise 101 apparitions et 66 buts.

## Style de jeu
Utilisé dans le rôle d'ailier à ses débuts, Foglia devient pivot au fil de sa carrière.

## Statistiques
| Saison                | Club                  | Championnat           | Championnat | Championnat | Coupe(s) nationale(s) | Coupe(s) nationale(s) | Supercoupe | Supercoupe | Compétition(s) continentale(s) | Compétition(s) continentale(s) | Compétition(s) continentale(s) | Total | Total |
| Saison                | Club                  | Division              | M.          | B.          | M.                    | B.                    | M.         | B.         | Comp.                          | M.                             | B.                             | M.    | B.    |
| 2011-2012             | Marca Futsal          | Serie A futsal        | 25+9        | 28+7        | 1                     | -                     | 1          | -          | C1                             | 8                              | 3                              | 44    | 38    |
| 2012-2013             | SS Lazio C5           | Serie A futsal        | 25+2        | 9+2         | 1                     | -                     | -          | -          | -                              | -                              | -                              | 28    | 11    |
| 2015-2016             | Luparense             | Serie A futsal        | 6           | 6           | -                     | -                     | -          | -          | -                              | -                              | -                              | 6     | 6     |
| 2016-2017             | Luparense             | Serie A futsal        | 4           | 2           | 1                     | -                     | -          | -          | -                              | -                              | -                              | 5     | 2     |
| 2021-2022             | Napoli Futsal         | Serie A futsal        | 7           | 3           | -                     | -                     | -          | -          | -                              | -                              | -                              | 7     | 3     |
| 2021-2022             | Manfredonia C5        | Serie A futsal        | 17          | 7           | -                     | -                     | -          | -          | -                              | -                              | -                              | 17    | 7     |
| Total sur la carrière | Total sur la carrière | Total sur la carrière | 95          | 64          | 3                     | 0                     | 1          | 0          | -                              | 8                              | 3                              | 107   | 67    |

## Palmarès
En janvier 2004, Adriano Foglia est nommé meilleur du monde de l'année 2003 à l'occasion des Prix FutsalPlanet. Des arbitres, entraîneurs et journalistes de 49 pays le place à la première place devant les Brésiliens Schumacher et Lenisio.
| Compétitions mondiales                                      | Compétitions continentales | Compétitions nationales |
| ----------------------------------------------------------- | --- | --- |
| - Coupe du monde FIFA - Finaliste : 2004 - Troisième : 2008 | - Championnat d'Europe UEFA (2) - Vainqueur : 2003 - Finaliste : 2007 - Troisième : 2005 - Coupe de l'UEFA - Vainqueur : 2010-11 (Montesilvano) | - Championnat d'Italie (2) - Champion : 2003-04 (Arzignano) et 2016-17 (Luparense) - Championnat du Brésil (1) - Champion : 2014 (Sorocaba) - Coupe d'Italie (2) - Vainqueur : 2000-01 (Augusta) et 2006-07 (Montesilvano) - Supercoupe d'Italie (2) - Vainqueur : 2004 (Arzignano) et 2011 (Marca) |